# Tower Grove Park

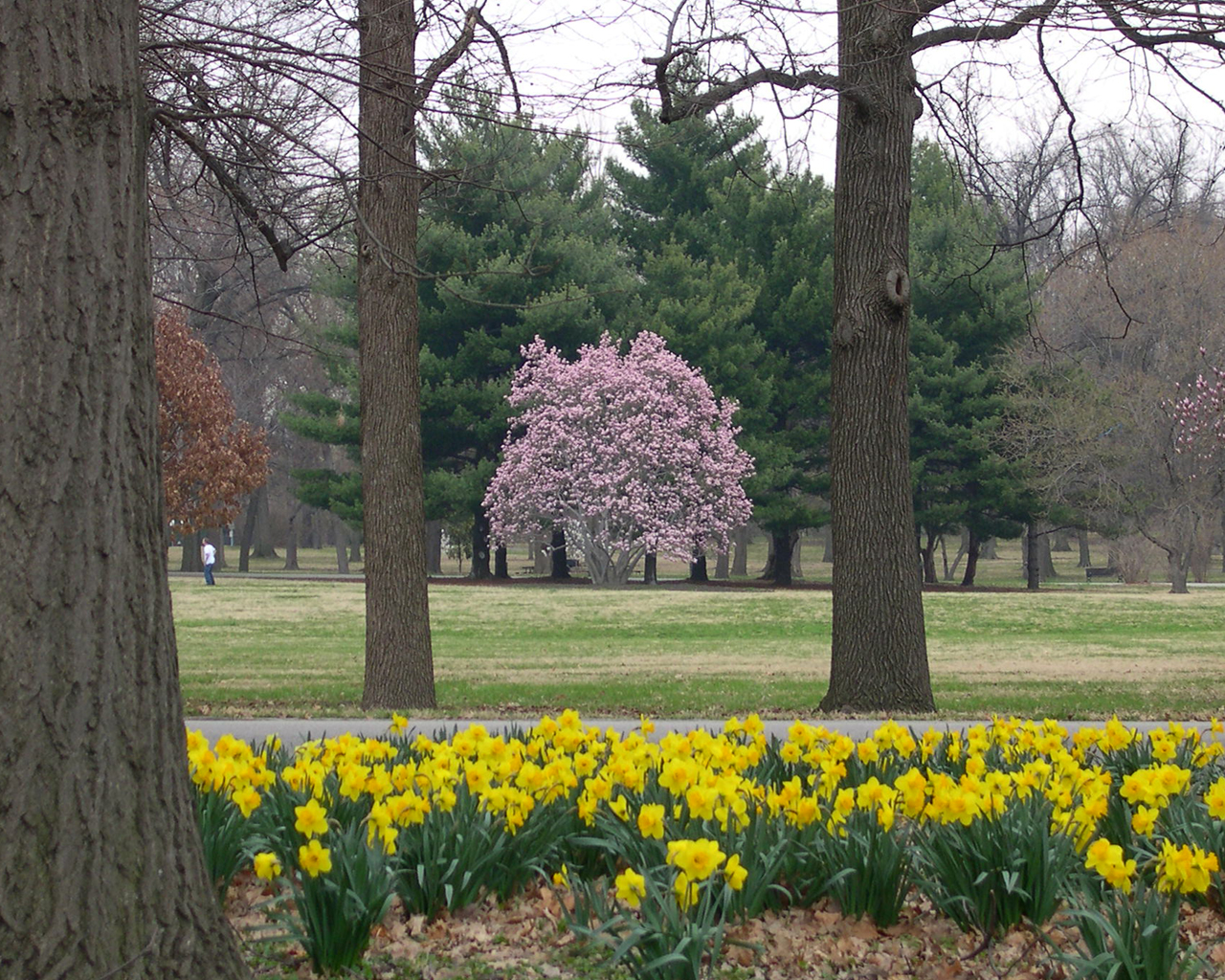
Foto tomada en Tower Grove Park cerca del "abrigo de piedra".

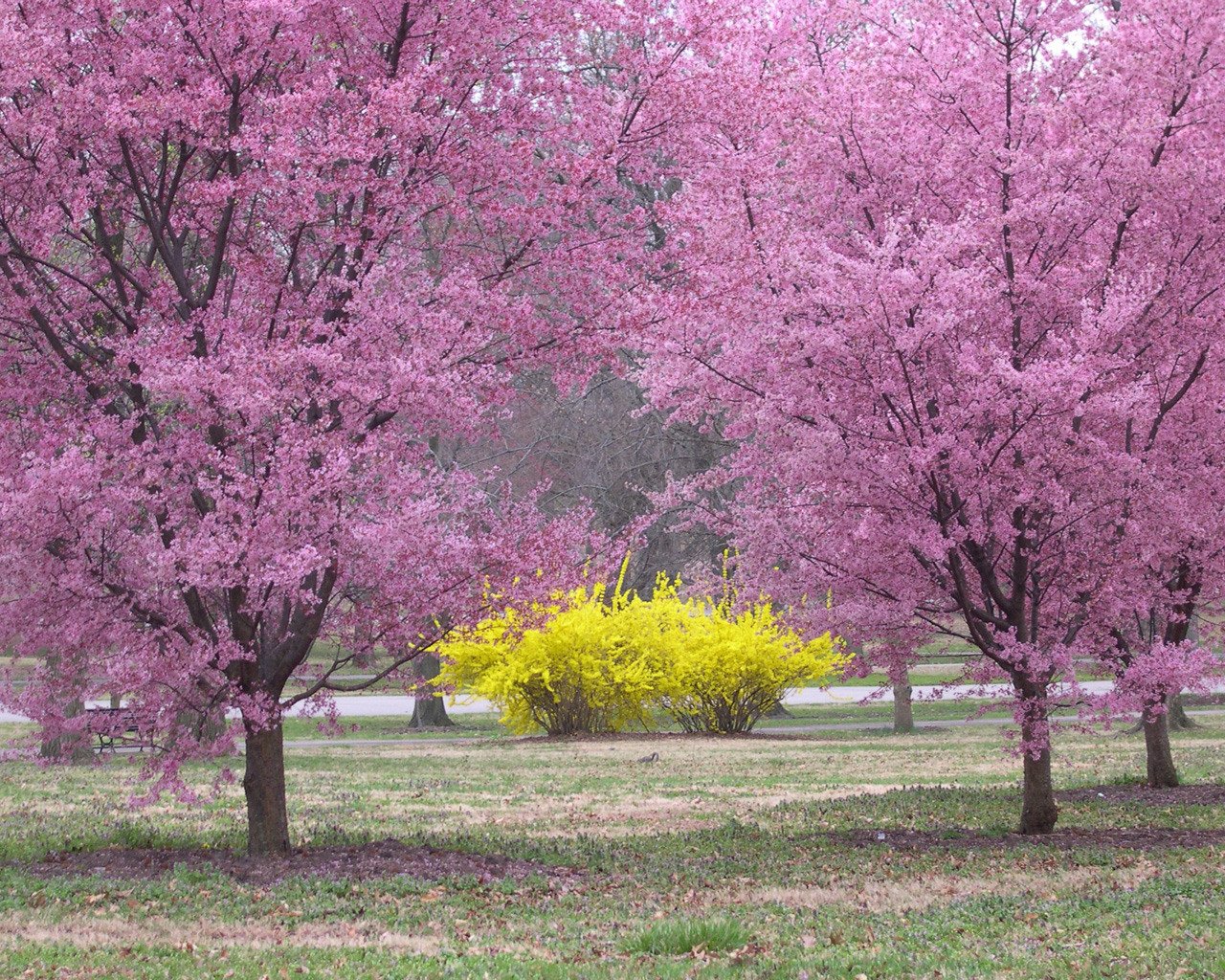
Foto tomada en Tower Grove Park cerca del "viejo abrigo del patio".

Tower Grove Park fue cedido como un regalo a la ciudad de Saint Louis por el benefactor amante de la botánica y hombre prominente Henry Shaw en 1868. Se encuentra junto al Jardín Botánico de Misuri, otro de los legados de Shaw.
El parque posee once pabellones que facilitan el descanso a la sombra de aquellos visitantes que quieren disfrutar de las numerosas hermosas vistas. Numerosas actividades tienen lugar en este parque, desde meriendas familiares hasta bodas.
Este parque contiene alrededor de 400 especies de árboles y arbustos. La extensión del parque es de 289 acres (1,2 km²).
El jardín y sus pabellones fueron diseñados en 1875 por el equipo de arquitectura de "Gurney,James,Sr.; et al." en estilo neoclásico, neogótico, morisco . . siendo designado como National Historic Landmark el 20 de diciembre de 1989, estando inscrito desde el 17 de marzo de 1972 con el número 72001556 en el National Register of Historic Places.